# Alepocephalus
Alepocephalus is een geslacht van straalvinnige vissen uit de familie van gladkopvissen (Alepocephalidae).

## Soorten
- Alepocephalus agassizii Goode & Bean, 1883
- Alepocephalus andersoni Fowler, 1934
- Alepocephalus antipodianus (Parrott, 1948)
- Alepocephalus asperifrons Garman, 1899
- Alepocephalus australis Barnard, 1923
- Alepocephalus bairdii Goode & Bean, 1879 – Glijkop
- Alepocephalus bicolor Alcock, 1891
- Alepocephalus blanfordii Alcock, 1892
- Alepocephalus dentifer Sazonov & Ivanov, 1979
- Alepocephalus fundulus Garman, 1899
- Alepocephalus longiceps Lloyd, 1909
- Alepocephalus longirostris Okamura & Kawanishi, 1984
- Alepocephalus melas de Buen, 1961
- Alepocephalus owstoni Tanaka, 1908
- Alepocephalus planifrons Sazonov, 1993
- Alepocephalus productus Gill, 1883
- Alepocephalus rostratus Risso, 1820 – Risso's gladkopvis
- Alepocephalus tenebrosus Gilbert, 1892
- Alepocephalus triangularis Okamura & Kawanishi, 1984
- Alepocephalus umbriceps Jordan & Thompson, 1914